# Ostoros
Ostoros je vas na Madžarskem, ki upravno spada pod podregijo Egri Županije Heves.